# 暖春 (テレビドラマ)
『暖春』（だんしゅん）は、1969年4月3日から同年6月26日までフジテレビの『日立カラー劇場』枠で放送されていたテレビドラマである。松竹とフジテレビの共同製作。全13話。放送時間は毎週木曜 21:30 - 22:00 （日本標準時）。
里見弴と小津安二郎が、過去にNHKの単発テレビドラマ『青春放課後』用に書き下ろした脚本を原作とする。放送開始2年前の1966年12月31日には、同じく松竹製作の同名映画作品『暖春』（主演：岩下志麻、森光子 / 監督：中村登）が公開されている。

## あらすじ
佐々木千鶴は、京都の料亭「小笹」の一人娘。千鶴の母・せいはかつて花街で芸者をしており、せいの考えを息苦しく思っている千鶴は京都から出ようと思っていた。呉服問屋の次男坊で千鶴の高校時代からの友人である次男は千鶴に好意を持っているが、千鶴は反応を見せないでいた。次男が自分のお見合いを破談にしたその夜、芸者時代のせいと恋仲になって取り合いになった、父の友人の会社重役・緒方省三と大学教授・山口信吉が「小笹」を訪れた。

## 出演者
- 佐々木千鶴：尾崎奈々
- 佐々木せい：扇千景
- 緒方省三：松村達雄
- 山口信吉：佐分利信
- 次男：勝呂誉
- 長谷川一郎：岸田森
- 佐々木剛造（父）：田中春男
- 緒方あや子：月丘夢路
- 長嶋節子（千鶴の友人）：二階堂有希子
- 西口紀代子
- 三宅邦子
- 新井茂子
- 菊容子

　** ほか

## スタッフ
- 原作：里見弴[1]＋小津安二郎[1]（『青春放課後』）、中村登[3]
- 脚本：椎名利夫[1]
- 演出：桜井秀雄
- 音楽：木下忠司
- プロデューサー：桑田良太郎、渡辺大年（フジテレビ）
- 制作：松竹株式会社、フジテレビ[1]